# Copidaster
Copidaster är ett släkte av sjöstjärnor. Copidaster ingår i familjen Ophidiasteridae.
Kladogram enligt Catalogue of Life:
| Copidaster | \| \| Copidaster lymani \| \| \| \| \| \| Copidaster schismochilus \| \| \| \| |
|            | \| \| Copidaster lymani \| \| \| \| \| \| Copidaster schismochilus \| \| \| \| |
|            | Copidaster lymani                                                              |
|            |                                                                                |
|            | Copidaster schismochilus                                                       |
|            |                                                                                |